# Kevin Wilson Jr.
Kevin Wilson Jr. é um cineasta estadunidense. Foi indicado ao Oscar de melhor curta-metragem em live action na edição de 2018 pelo trabalho na obra My Nephew Emmett.

## Filmografia
- 2018: Little Red Riding Hood
- 2017: My Nephew Emmett
- 2017: The Dreamer
- 2012: The Unattainable Piece